# Bodianus bilunulatus
Bodianus bilinulatus (Lacepède, 1801) è un pesce marino appartenente alla famiglia Labridae.

## Distribuzione e habitat
È una specie Indo-Pacifica il cui areale si estende dalla Nuova Caledonia all'Africa orientale e a nord fino al Giappone (Honshū e Isole Ogasawara). È presente in Sri Lanka, mentre è assente dal mar Rosso. Vive in zone con fondale roccioso, spesso associato a alcionacei e spugne. I giovani sono talvolta osservati vicino alla superficie, mentre gli adulti si spingono fino a 160 m di profondità.

## Descrizione
Presenta un corpo compresso lateralmente, allungato, non molto alto e con una testa dal profilo appuntito, triangolare, tipica del genere Bodianus. Non supera i 55 cm e 1,8 kg.
Gli esemplari giovani hanno una fascia gialla sulla testa e sul dorso. Essa si riduce durante la crescita, prima coprendo solo parte della pinna dorsale e poi fino a sparire. La testa e la parte anteriore del corpo sono pallide e striate orizzontalmente di rossastro, a differenza dei giovani del simile Bodianus albotaeniatus, che hanno una colorazione più scura. Davanti al peduncolo caudale, che è bianco o già striato come la parte anteriore del corpo, è presente un'ampia macchia nera che copre anche parte della pinna anale e della pinna dorsale. Questa macchia col tempo si riduce ad una zona sopra il peduncolo caudale, fino quasi a sparire nei maschi adulti. Gli esemplari adulti hanno il dorso marrone e possono tendere al rossiccio. Da trasparente, la pinna caudale diventa rossa e grigia.

## Biologia

### Comportamento
È solitario.

### Alimentazione
Ha una dieta molto varia che comprende sia pesci ossei più piccoli che soprattutto invertebrati, come spugne, molluschi bivalvi e gasteropodi, crostacei e ricci di mare.

### Riproduzione
È oviparo, la fecondazione è esterna ed è ermafrodita proteroginico; il cambio di sesso avviene all'incirca quando il pesce è lungo dai 38 ai 40 cm. Non sono presenti cure parentali.

## Conservazione
B. bilunulatus è talvolta catturato nella pesca di sussistenza e per l'acquariofilia; essendo una specie non rara dall'areale esteso, la lista rossa IUCN lo classifica come "a rischio minimo" (LC).